# سان سالوادور
سان سالوادور (San Salvador) پایتخت کشور السالوادور است. سان سالوادور با ۵۶۷٬۶۹۸ نفر جمعیت پنجمین شهر بزرگ در آمریکای مرکزی است. جمعیت سان سالوادور با حومه آن (منطقه کلان‌شهری سان سالوادور) ۲٬۴۴۲٬۰۱۷ نفر است.
این شهر در سده شانزدهم بنیاد شده و به‌طور متناوب با وقوع زمین‌لرزه روبه‌رو است. معنی نام این شهر به زبان اسپانیایی «ناجی مقدس» است. این شهر دومین جامعه یهودیان مستقر در آمریکای مرکزی از نظر تعداد را دارد.
آب و هوای سان سالوادور استوایی است. شب‌ها گاه خنک است (به خصوص در ماه دسامبر)، با این حال، بیشتر اوقات هوا آفتابی و گرم است.

## تاریخچه

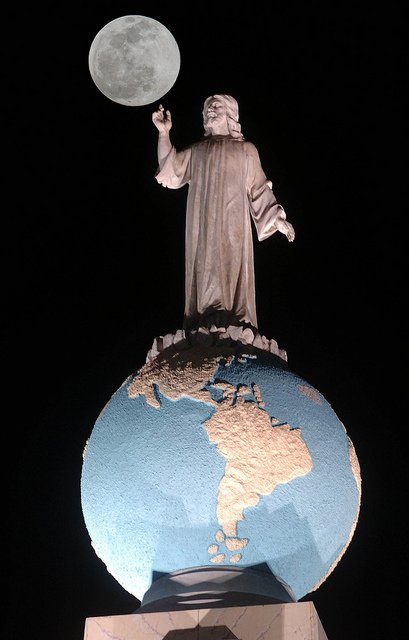

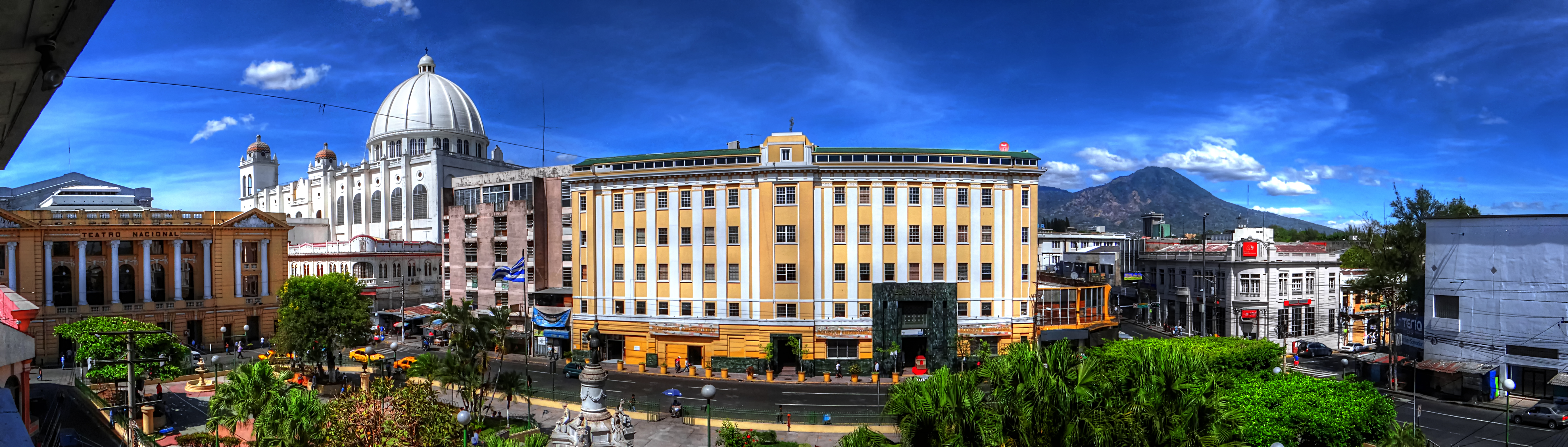

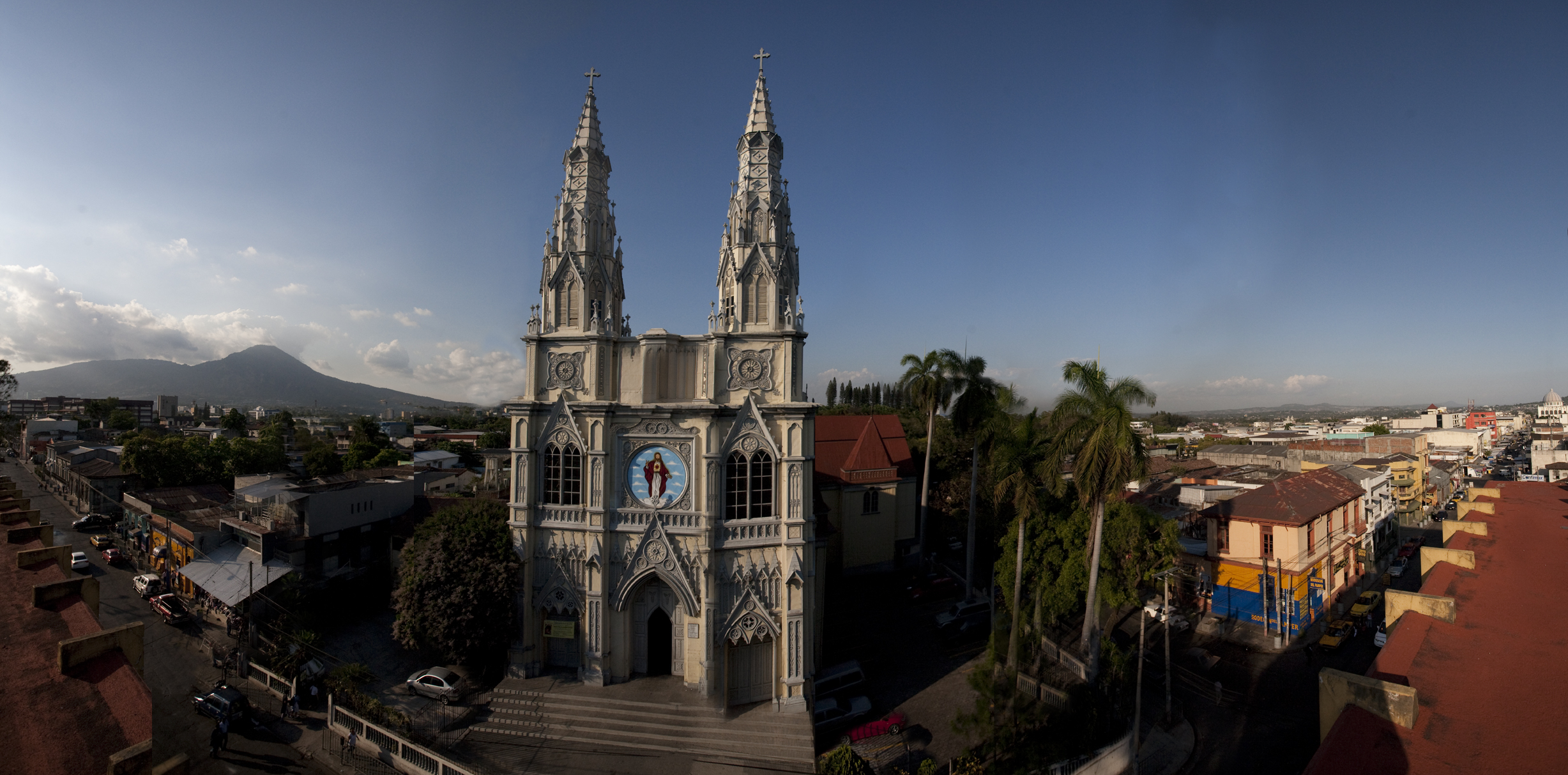

تاریخچه این شهر به دوره پیش از تصرفات اسپانیایی‌ها می‌رسد.
نزدیک به محل کنونی سان سالوادور قبیله پیپیل، از نوادگان آزتک‌های مکزیک پایتخت خود به نام کوسکاتلان را مستقر کردند اما بعدها از بیم تصرف آن به‌دست اسپانیایی‌ها ساکنان این شهر آن را رها کردند.
سان سالوادور بر روی رودخانه «آسه شاوته» در دره نَنوها (Valle de las Hamacas) در ارتفاع ۶۸۲ متر واقع شده‌است. این دره به دلیل زمین‌لرزه‌های زیادی که در آن رخ می‌دهد این نام را به خود گرفته‌است. آتشفشان سان سالوادور در ۱۱ کیلومتری غرب – شمال غربی شهر قرار دارد. این شهر در نزدیکی سوچیتوتو در سال ۱۵۲۵ توسط فاتح اسپانیایی پدرو ده آلوارادو تأسیس شد. پدرو ده آلوارادو به همراهان خود «گونزالو ده آلواردو» و «دیه‌گو ده هولگوئین» دستور داد تا این سکونتگاه را تصرف کرده و توسعه آن را آغاز کنند. شهر سان سالوادور در این مکان در تاریخ ۱ آوریل ۱۵۲۵ بنیاد شد و نخستین شهردار آن «دیه‌گو ده هولگوئین» بود. در سال ۱۵۲۸ به ۳۲ کیلومتری جنوب غرب یعنی به مکان فعلی خود منتقل شد و در سال ۱۵۴۶ به عنوان شهر رسمیت یافت.
سان سالوادور به عنوان مرکز استان استعماری کوسکوتلان و پایتخت (۱۸۳۴–۱۸۳۹) استان‌های متحد آمریکای مرکزی خدمت کرد. این شهر از سال ۱۸۳۹ پایتخت ال‌سالوادور بوده‌است.
سان سالوادور در سال‌های ۱۸۵۴، ۱۸۷۳، ۱۹۱۷، و ۱۹۸۶ بر اثر زمین‌لرزه و در سال ۱۹۳۴ در اثر سیل‌های شدید ویران شد. این شهر با ساختمان‌های دولتی امروزی و پارک‌ها و میدان‌های دیدنی بازسازی شده‌است. هیچ ساختمان از دوره استعماری در شهر باقی نمانده‌است.

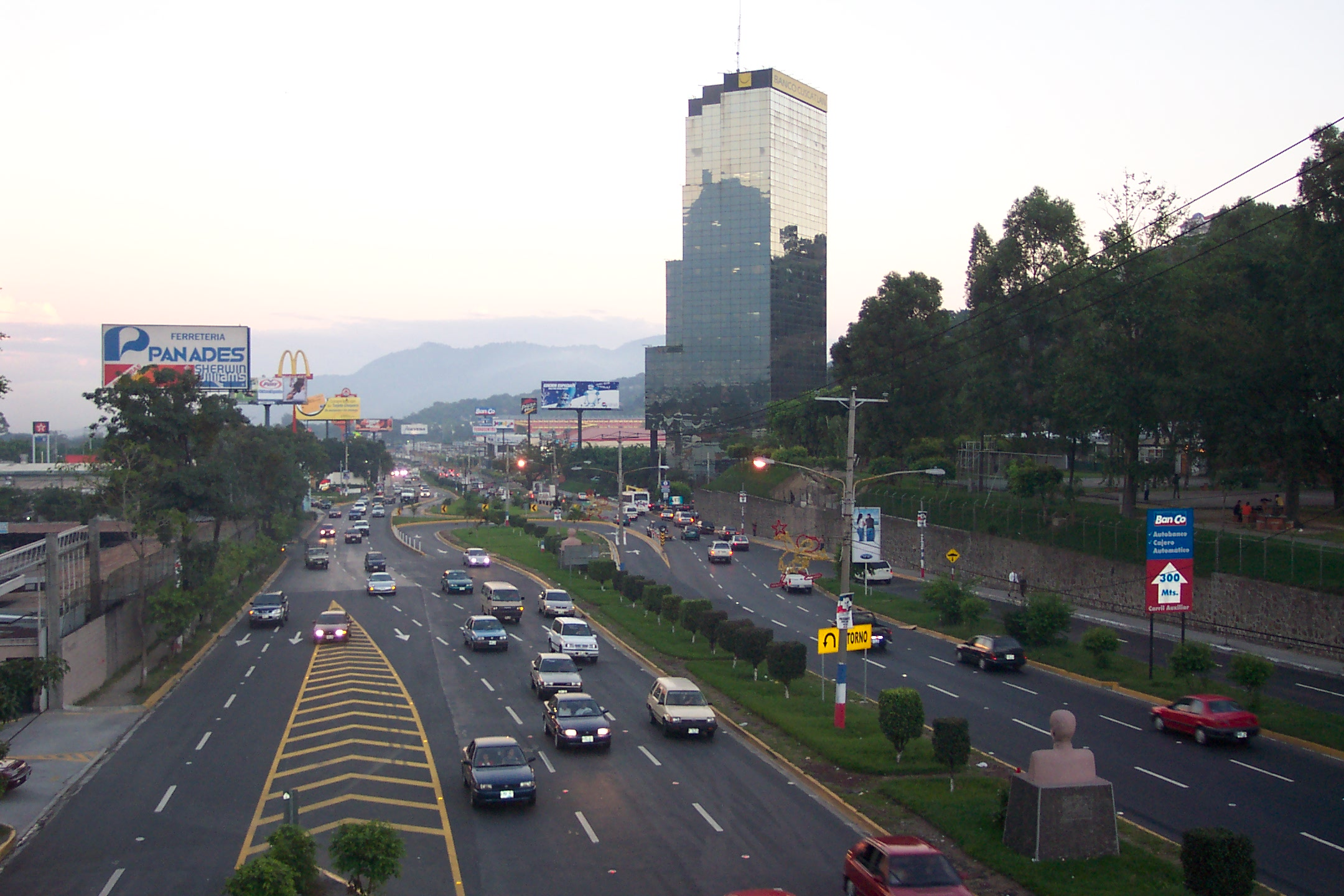
سان سالوادور

## محله‌ها
محله‌های سانتا النا (محلی که سفارت ایالات متحده در آن قرار دارد)، آنتیگو کوسکاتلان، نووو کوسکاتلان، سیوداد مرلیوت و اطراف آن‌ها جدیدتر هستند. در این محلات مراکز خرید مدرن و مجلل این کشور را می‌توان یافت (در فاصله چند قدمی یکدیگر) و در این محله‌ها، تعداد کوی‌های مسکونی دروازه‌دار مجزا، برج‌های مسکونی محبوب مهاجران، همراه با هتل‌های زنجیره‌ای بین‌المللی همواره در حال افزایش است.
سکونت‌گاه‌های حاشیه‌نشینان ("communidades") در کنار نهرها و بلوک‌های زمین در بسیاری از حومه‌های شهر، برخی بزرگ‌تر از سایرین، در میان کوی‌های دروازه‌دار و املاک بزرگ‌تر ایجاد شده‌اند.
نزدیک به محله‌های ثروتمندتر مناطق طبقه متوسط شهر دیده می‌شوند مانند کولونیا فلور بلانکا (Colonia Flor Blanca) که نمونه‌هایی از آرت دکو و معماری عجیب (مانند ساختمان Castillo Venturoso) را به نمایش می‌گذارد که بازمانده‌ای از دوران طلایی شهر قبل از جنگ داخلی است. مناطق فقیرتر در نواحی شمالی و شرقی قرار دارند و همراه با انبوهی از کانکس‌ها که در امتداد حاشیه‌های شرقی شهر پراکنده شده‌اند.

## مردم‌شناسی
اسپانیایی زبانی است که تقریباً همه ساکنان به آن صحبت می‌کنند. به دلیل تأثیرات فرهنگی ایالات متحده، به ویژه در حوزه سرگرمی، و تعداد زیادی از مهاجران سالوادور که از ایالات متحده بازگشته‌اند، انگلیسی بیشتر از گذشته صحبت می‌شود.
بر اساس سرشماری سال ۲۰۰۷ میلادی، ۷۲٫۳ درصد از جمعیت سان سالوادور مستیزا/کاستیزا و ۲۵٫۸ درصد سفیدپوست هستند که عمدتاً تبار اسپانیایی دارند (تعداد کمی هم از تبار فرانسوی یا آلمانی هستند) سایر گروه‌های قومی کوچکتر در درون جمعیت سفیدپوست از نوادگان سوئیسی، ایتالیایی، سوری، یهودی (عمدتاً سفاردی) و فلسطینیان مسیحی هستند.
در سال ۲۰۱۵، پیش‌بینی می‌شد که سان سالوادور دارای ۲۵۷۷۵۴ نفر جمعیت باشد که حدود ۳٫۹۹ درصد از جمعیت کشور را تشکیل می‌دهد، در حالی که منطقه شهری دارای ۱۷۶۷۱۰۲ نفر است که ۲۷٫۴ درصد از کل جمعیت کشور را شامل می‌شود.

## نگارخانه

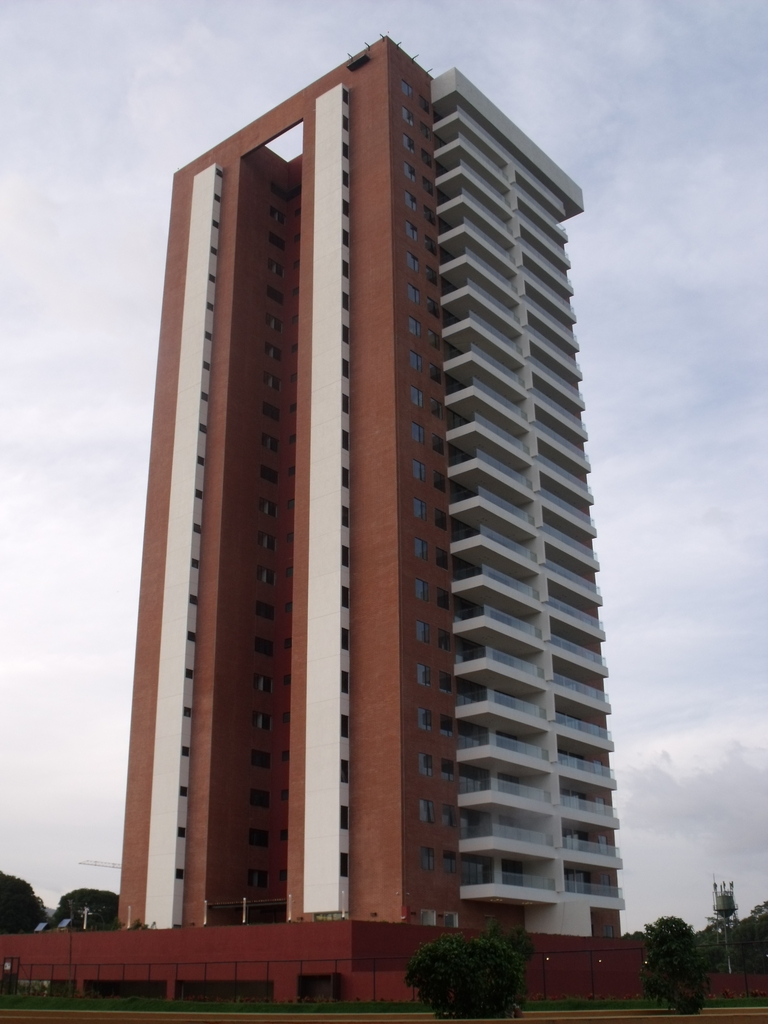
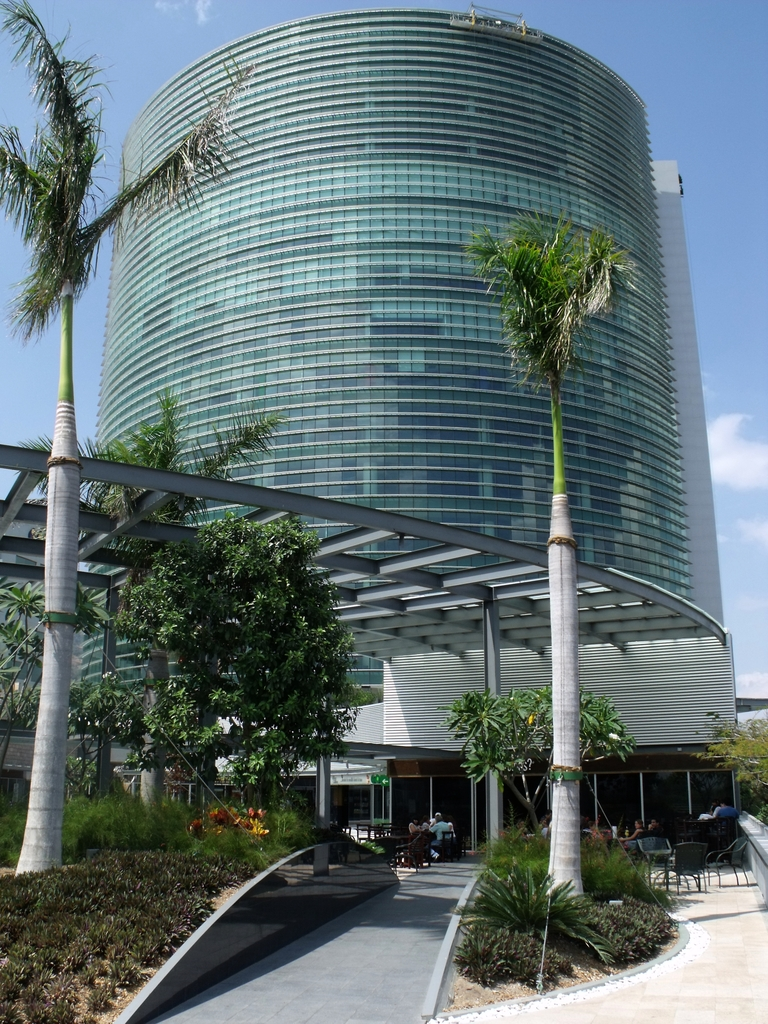
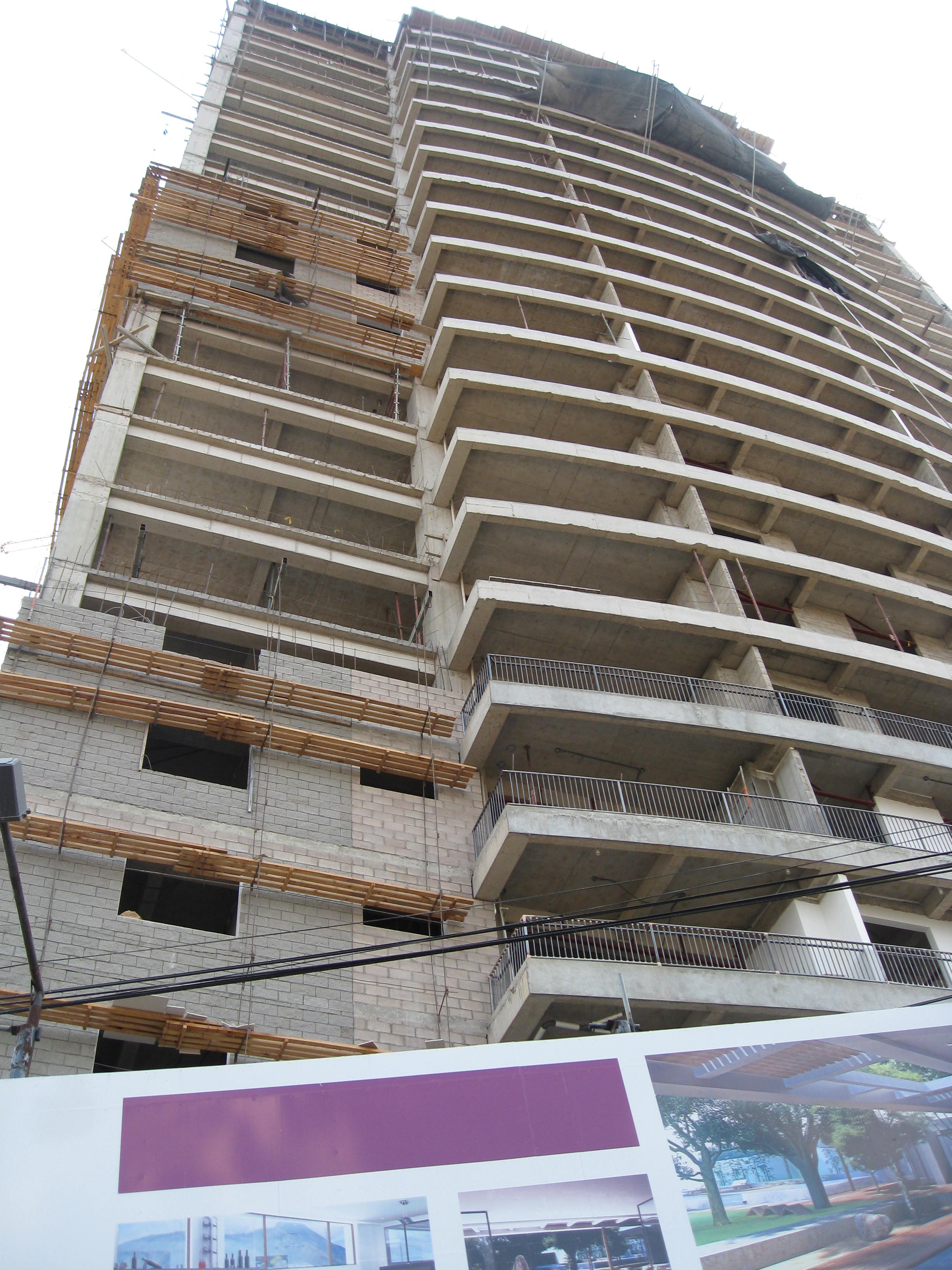
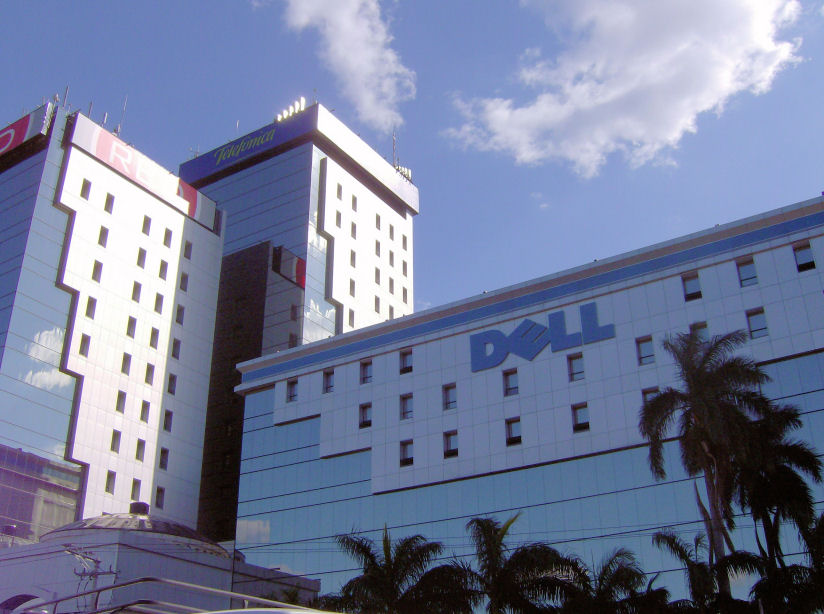
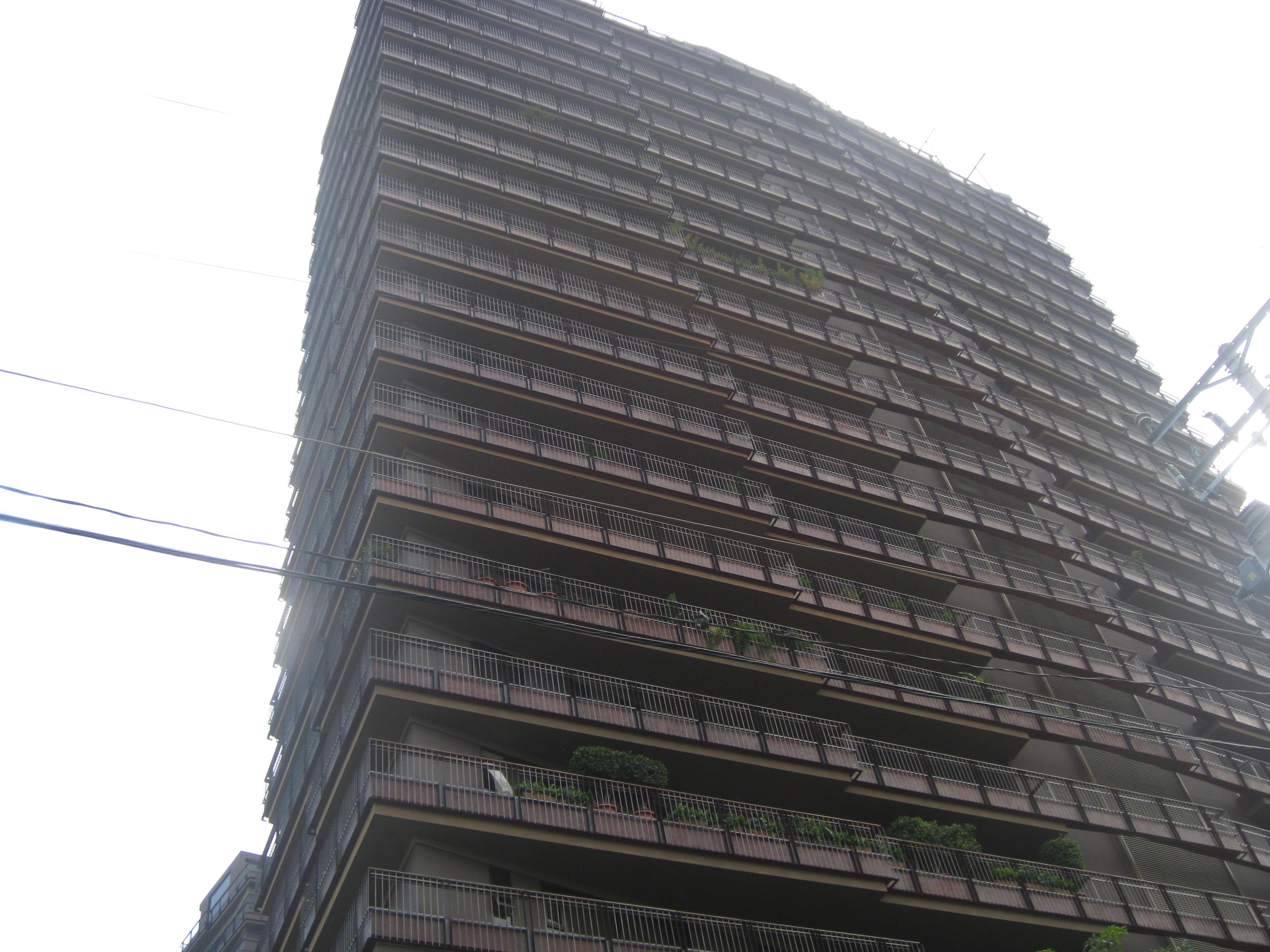
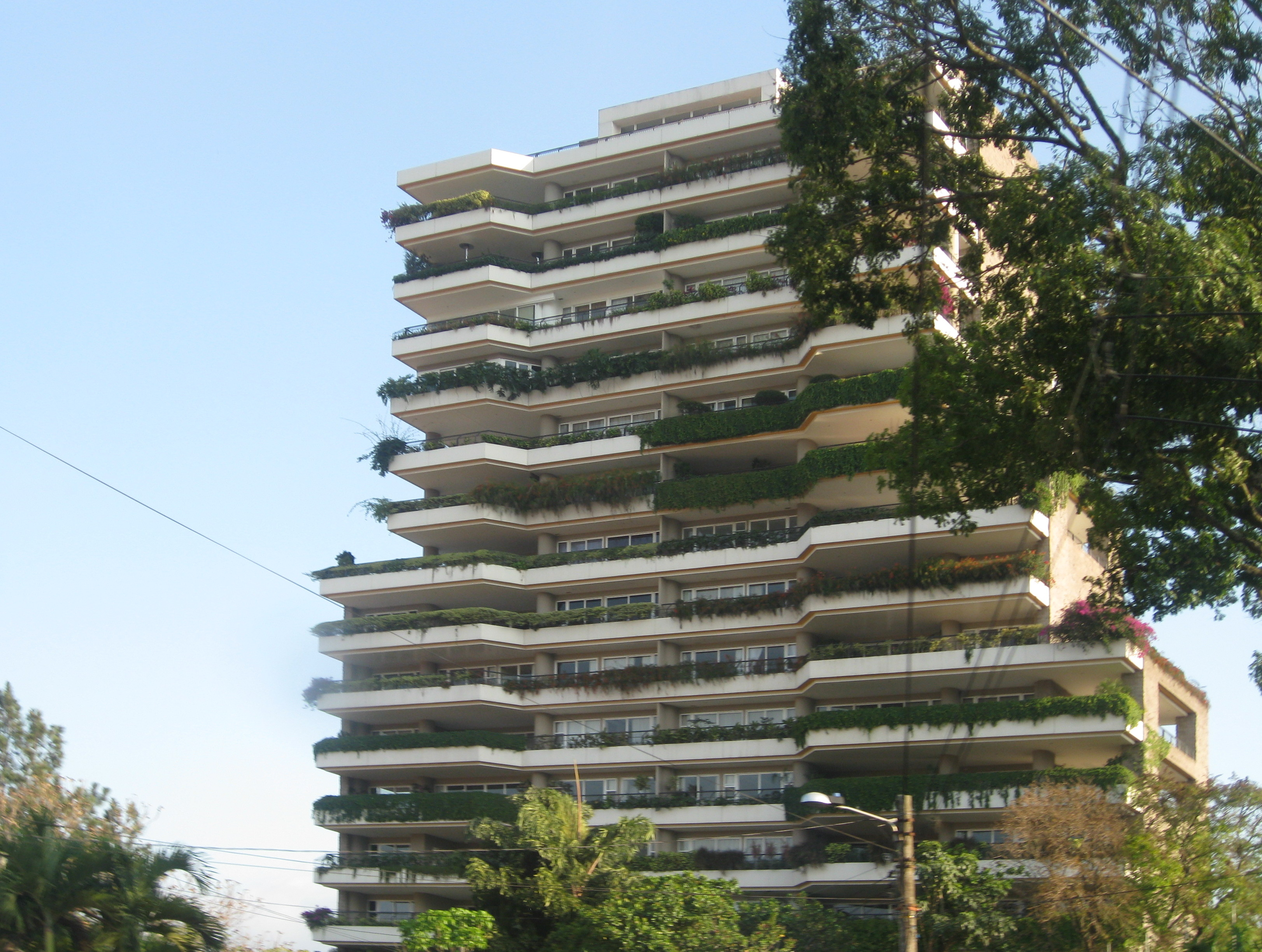
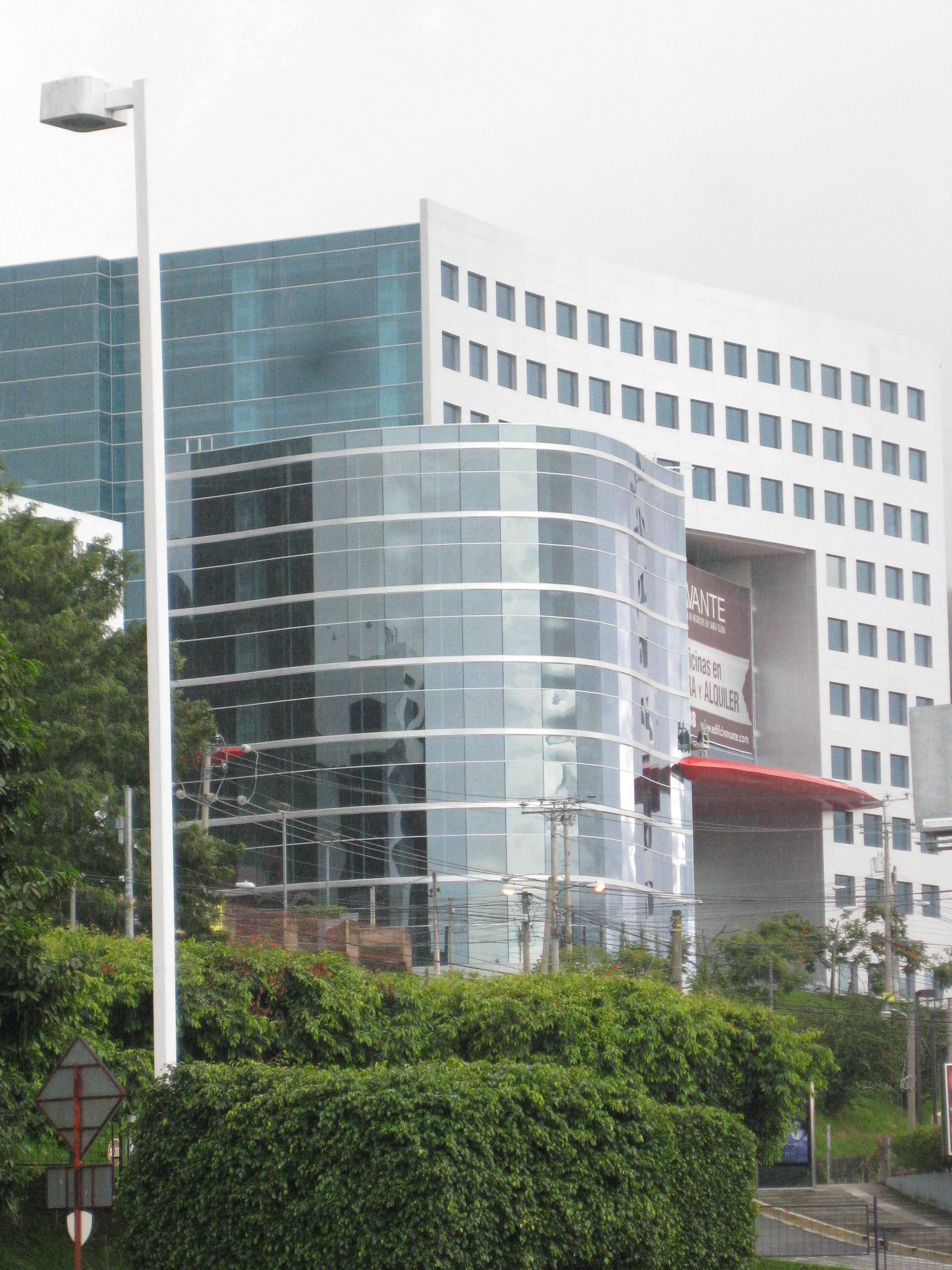
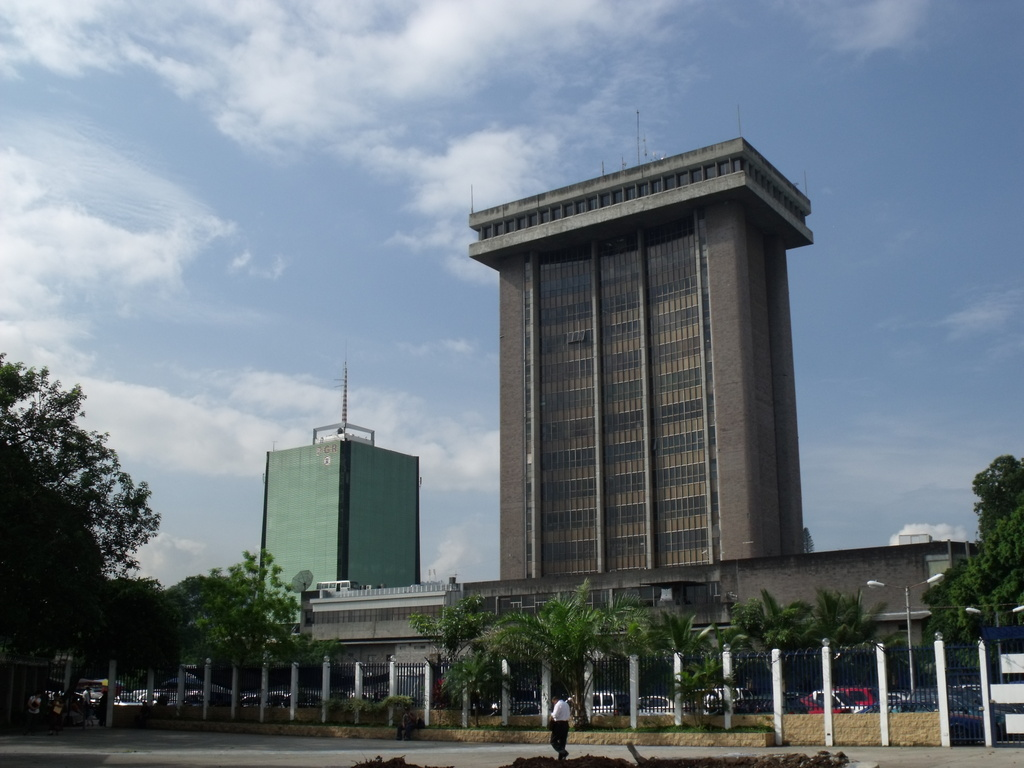